# Consejo Económico y Social (España)
El Consejo Económico y Social (CES) de España es un órgano consultivo del Gobierno en materia socioeconómica y laboral. Se configura como un ente de derecho público, con personalidad jurídica propia, plena capacidad y autonomía orgánica y funcional para el cumplimiento de sus fines, adscrito Ministerio de Trabajo y Economía Social. Fue creado por la Ley 21/1991, de 17 de junio.
El Consejo estará integrado por 61 miembros, incluido su presidente, organizados en tres Grupos de 20 consejeros cada uno:
- Grupo Primero, en representación de las organizaciones sindicales;
- Grupo Segundo, en representación de las organizaciones empresariales;
- Grupo Tercero, que representa a varios sectores: sector agrario (3 consejeros), sector marítimo-pesquero (3 consejeros), sector de la economía social (4 consejeros), organizaciones de consumidores y usuarios (4 consejeros), y 6 Expertos en materias competencia del Consejo designados por el Gobierno.

## Funciones
Son funciones del Consejo Económico y Social las siguientes:
- Emitir dictamen, con carácter preceptivo, sobre los Anteproyectos de Leyes del Estado y Proyectos de Reales Decretos Legislativos que regulen materias socioeconómicas y laborales y sobre los Proyectos de Reales Decretos que se considere por el Gobierno que tienen una especial trascendencia en la regulación de las materias indicadas.
- Emitir dictamen, también con carácter preceptivo, sobre Anteproyectos de Leyes o Proyectos de disposiciones administrativas que afecten a la organización, competencias o funcionamiento del Consejo; sobre la separación del presidente y del secretario general del Consejo y sobre cualquier otro asunto que, por precepto expreso de una Ley, haya que consultar al Consejo.
- Emitir dictamen sobre los asuntos que, con carácter facultativo, se sometan a consulta del Consejo por el Gobierno de la Nación o sus miembros.
- Elaborar, a solicitud del Gobierno o de sus miembros, o por propia iniciativa, estudios e informes que se relacionen, en el marco de los intereses económicos y sociales que son propios de los interlocutores sociales, con las siguientes materias: Economía y Fiscalidad; Relaciones Laborales, Empleo y Seguridad Social; Asuntos Sociales; Agricultura y Pesca; Educación y Cultura; Salud y Consumo; Medio Ambiente; Transporte y Comunicaciones; Industria y Energía; Vivienda; Desarrollo Regional; Mercado Único Europeo y Cooperación para el Desarrollo.
- Regular su propio régimen de organización y funcionamiento interno.
- Elaborar y elevar anualmente al Gobierno, dentro de los primeros cinco meses de cada año, una Memoria en la que se expongan sus consideraciones sobre la situación socioeconómica y laboral de la nación.

También existen Consejos Económicos y Sociales autonómicos, creados independientemente del CES estatal de España.
El CES ha saltado a los medios en relación con la calificación del proyecto de ley que establece deducciones en renta por nacimiento de hijo, criticando la no inclusión de la educación infantil de 0 a 3 años como gratuita (aunque de carácter no obligatorio)